# ديلكوشاد
ديلكوشاد هي بلدة في مقاطعة خوجه آباد في ولاية أنديجان في أوزبكستان.